# تیم ملی بسکتبال کیپ ورد
تیم ملی بسکتبال کیپ ورد ، نماینده کیپ ورد در مسابقات بین‌المللی بسکتبال است و توسط فدراسیون بسکتبال این کشور اداره می شود.